# لحسن صابر
لحسن صابر هو دراج مغربي من مواليد 11 يناير 1990، و هو عضو في المنتخب المغربي، شارك بعدة بطولات ومنافسات إقليمية ودولية.

## روابط خارجية
- لحسن صابر على موقع أرشيف الدراجات (الإنجليزية)
- لحسن صابر على موقع إحصائيات الدراجات الإحترافية (الإنجليزية)
- لحسن صابر على موقع نسبة الدراجات (الإنجليزية)

- قالب:Siteducyclisme
- قالب:Cqranking